# Sipho Thwala
 Sipho Mandla Agmatir Thwala (KwaMashu, 1968) es un secuestrador y un asesino en serie sudafricano, que fue condenado en 1999 a 506 años de prisión por las muertes de 16 mujeres y el rapto de otras 10. Thwala fue conocido por el sobrenombre de "El Estrangulador de Phoenix".
Thwala, nació y creció en KwaMashu y comenzó su larga vida de raptos y su espiral de asesinatos en 1996. Su modus operandi era el de llevar a la mujer hasta los campos de azúcar de Monte Edgecombe cerca de la ciudad de Phoenix (Durban), con la promesa de un trabajo como personal de limpieza en un hotel. Una vez que la pareja estaba en lo profunda de la plantación, Thwala estrangulaba con su propia ropa interior. Acto seguido, incendiaba el cañaveral con al esperanza de destruir las pruebas de sus fechorías.
Sipho Thwala fue arrestado en 1997 después de que la policía encontrara restos de ADN. El 31 de marzo de 1999, el Tribunal Supremo de Durban declaró a Sipho Thwala culpable de 16 asesinatos y diez secuestros y condenado a 506 años de prisión.